# Marty Nothstein
Martin "Marty" Wayne Nothstein (Allentown, Pennsilvània, 10 de febrer de 1971) és un ciclista nord-americà que era especialista en les proves en pista, concretament en velocitat i keirin. Guanyador de dues medalles olímpiques, una d'elles d'or, també ha aconseguit aconseguir pujar diversos cops al podi dels Campionats del món.

## Palmarès
- 1994
  -  Campió del món de velocitat
  -  Campió del món de keirin
- 1995
  - Medalla d'or als Jocs Panamericans en velocitat
- 1996
  -  Medalla de plata als Jocs Olímpics d'Atlanta en Velocitat individual
  -  Campió del món de keirin
- 1999
  - Medalla d'or als Jocs Panamericans en velocitat
  - Medalla d'or als Jocs Panamericans en velocitat per equips
  - Medalla d'or als Jocs Panamericans en keirin
  -  Campió dels Estats Units en velocitat
  -  Campió dels Estats Units en keirin
  -  Campió dels Estats Units en velocitat per equips
- 2000
  -  Medalla d'or als Jocs Olímpics de Sydney en Velocitat individual
  -  Campió dels Estats Units en velocitat
  -  Campió dels Estats Units en keirin
  -  Campió dels Estats Units en velocitat per equips
- 2001
  -  Campió dels Estats Units en velocitat
  -  Campió dels Estats Units en keirin
  -  Campió dels Estats Units en Quilòmetre
  -  Campió dels Estats Units en velocitat per equips
- 2002
  - 1r als Sis dies de Moscou (amb Ryan Oelkers)
  -  Campió dels Estats Units en Scratch
- 2003
  -  Campió dels Estats Units en keirin
  -  Campió dels Estats Units en velocitat per equips
- 2004
  -  Campió dels Estats Units en keirin

### Resultats a laCopa del Món
- 1995
  - 1r a Manchester, en Velocitat
- 1996
  - 1r a Cali i l'Havana, en Velocitat
  - 1r a Cali, l'Havana i Busto Garolfo, en Keirin
- 1997
  - 1r a Cali i Fiorenzuola d'Arda, en Velocitat
  - 1r a Cali, Quartu Sant'Elena i Adelaida, en Keirin
- 2000
  - 1r a Cali, en Velocitat